# Šmu'el Šmelke Horovic
Rabi Šmu'el Šmelke ben Hirš ha-Levi Horovic (hebrejsky שמואל שמעלקא בן הירש הלוי הורוביץ‎, v rakouských úředních dokumentech uváděný jako Samuel Herschel Lewi, 1726 Čortkiv, Halič / dnešní Ukrajina – 1778 Mikulov) byl slavný chasidský rabín a kabalista. Byl to první (a současně poslední) chasid, který byl v našich zemích zvolen do úřadu zemského rabína. Byl zakladatelem chasidské rabínské dynastie Nikolsburg.

## Život
Šmelke pocházel ze slavné rodiny Horowitzů či Hořoviců, jež své jméno odvozovala od středočeských Hořovic. Jeho prapředek Aron Mešulam Horovic nechal v Praze postavit Pinkasovu synagogu. Byl starším bratrem Pinchase Horowitze, který se stal rabínem ve Frankfurtu nad Mohanem. V mládí patřili oba bratři k žákům slavného chasidského rabína Dova Bera z Meziřiče, jehož horlivými následníky se stali.
Rabi Šmelke působil zpočátku jako rabín v polských a haličských obcích. Roku 1754 byl povolán do Ryžvalu (Ryczywół u Kozienic v Mazovsku) a v roce 1766 do Sieniavy. Od roku 1773 až do své smrti působil v Mikulově, napřed jako předseda židovského soudního dvora a pak jako moravský zemský rabín.
Jeho jmenování zemským rabínem způsobilo značný odpor příslušníků židovské obce pro jeho příslušnost k chasidům, a mnozí mu proto házeli klacky pod nohy. Argumentovali přitom tím, že nezná řádně úřední jazyk, jímž byla němčina, ani moravské poměry. Celý spor vyřešila až císařovna Marie Terezie, která Šmelkeho potvrdila v úřadu vzhledem k jeho zbožnému životu a znalosti ortodoxního židovství, a dokonce mu ještě udělila řadu privilegií.
Rabi Šmelke Horovic je považován za průkopníka chasidismu. Ačkoli se v chasidských legendách vypráví o mnoha zázracích, jež údajně učinil, nepřejal učení zakladatele chasidismu Ba'al Šem Tova nekriticky. Obklopil se sice mladými žáky a učil je zásadám chasidismu, žil však jako asketik v ústraní a zachovával si od lidí odstup.
V Mikulově založil velkou ješivu – školu vyššího židovského vzdělání, kde mezi jinými studovali rabi Ja'akov Jicchak Horovic zvaný Jasnovidec z Lublinu, rabi Menachem Mendel z Rimanova, rabi Jisra'el z Koznic, rabi Moše Leib ze Sasova a legendární rabi Mordechaj Benet. Z jeho učení a spisů vyplývá protest proti povrchnímu a lehkovážnému způsobu života většiny tehdy žijících chasidů.
Během sporu o chasidismus, který v té době probíhal, prosil rabi Šmelke rabína z Brodů, aby vystoupil proti klatbě, kterou proti chasidismu vyřkl Gaon z Vilna, a popíral, že by stoupenci chasidismu znevažovali židovskou tradici.
Rabi Šmu'el Šmelke ben Hirš ha-Levi Horovic zemřel po pěti letech svého působení v Mikulově v noci z 27. na 28. dubna 1778. Je pohřben na rabínském vršku na mikulovském židovském hřbitově a na jeho náhrobním kameni je vyryt symbol jeho rodu – levitská souprava.
Jeho jediným potomkem byl rabín Cvi Jehošua ha-Levi Horowitz (1754–1816), zvaný Ribaš nebo Jehošuele Charif, který byl postupně vrchním rabínem v Jemnici, Třebíči a Prostějově, kde je pohřben na starém židovském hřbitově.

## Dílo
Šmelkeho literární dílo není rozsáhlé, tvoří je prakticky tři spisy:
- Divrej Šmu'el (Slova Samuelova) s komentáři ke kabale,
- Nazir ha-šem (Zasvěcený Bohu) s komentářem halachického kompendia Šulchan aruch (Prostřený stůl),
- komentáře k Mišně traktátu Bava batra.